# American International Group
American International Group, Inc. (presurtat adesea la AIG) (NYSE: AIG, TYO: 8685 , Format:Ise) este o companie importantă americană de asigurări, al cărui sediu se găsește în clădirea American International Building din New York City.
Sediul britanic al corporației se găsește pe Fenchurch Street din London.
Operațiile în Europa continentală sunt localizate în La Défense, Paris, respectiv sediul din Asia al firmei este în Hong Kong.
Conform listei globale din 2000 a firmei Forbes, AIG a fost cea de-a 18-a companie globală din lume.
AIG a devenit un component al Dow Jones Industrial Average în 8 aprilie 2004.
În ziua de 16 septembrie 2008, după ce criza de lichiditate, în care AIG a fost implicată, a lovit puternic compania, Banca federală de rezerve a intervenit pentru a stopa iminentul colaps al AIG. Astfel, a fost anunțat crearea unui sistem de creditare de 85 de miliarde de dolari americani în schimbul a 79.9% din valoarea bunurilor acesteia și dreptul de a suspenda dividendele și stocuri preferențiale.  
AIG a anunțat în aceeași că boardul său de directori a aceptat termenii de salvare propuși de Federal Reserve Bank, incluzând garantarea preluării a 79.9 % din bunurile acesteia, întrucât este în cel mai bun interes al părților implicate.

## Divizii
AIG/Lincoln a fost înființată în anul 1997, prin asocierea AIG Global Real Estate Investment Corporation, o subsidiară a AIG, cu Lincoln Property Company din Dallas.
Compania a fost formată pentru achiziția, dezvoltarea și administrarea proprietăților imobiliare.
AIG/Lincoln a realizat investiții în Polonia, Ungaria, Cehia, Germania, Italia, Spania și Rusia, care totalizează 1,5 milioane de metri pătrați construiți cu o valoare de 900 milioane de dolari.

## AIG în România
Grupul este prezent și în România, prin „AIG Life Asigurări România”, „Societatea de Asigurări AIG România”,
precum și prin „AIG/Lincoln”